# 쿼츠 시계

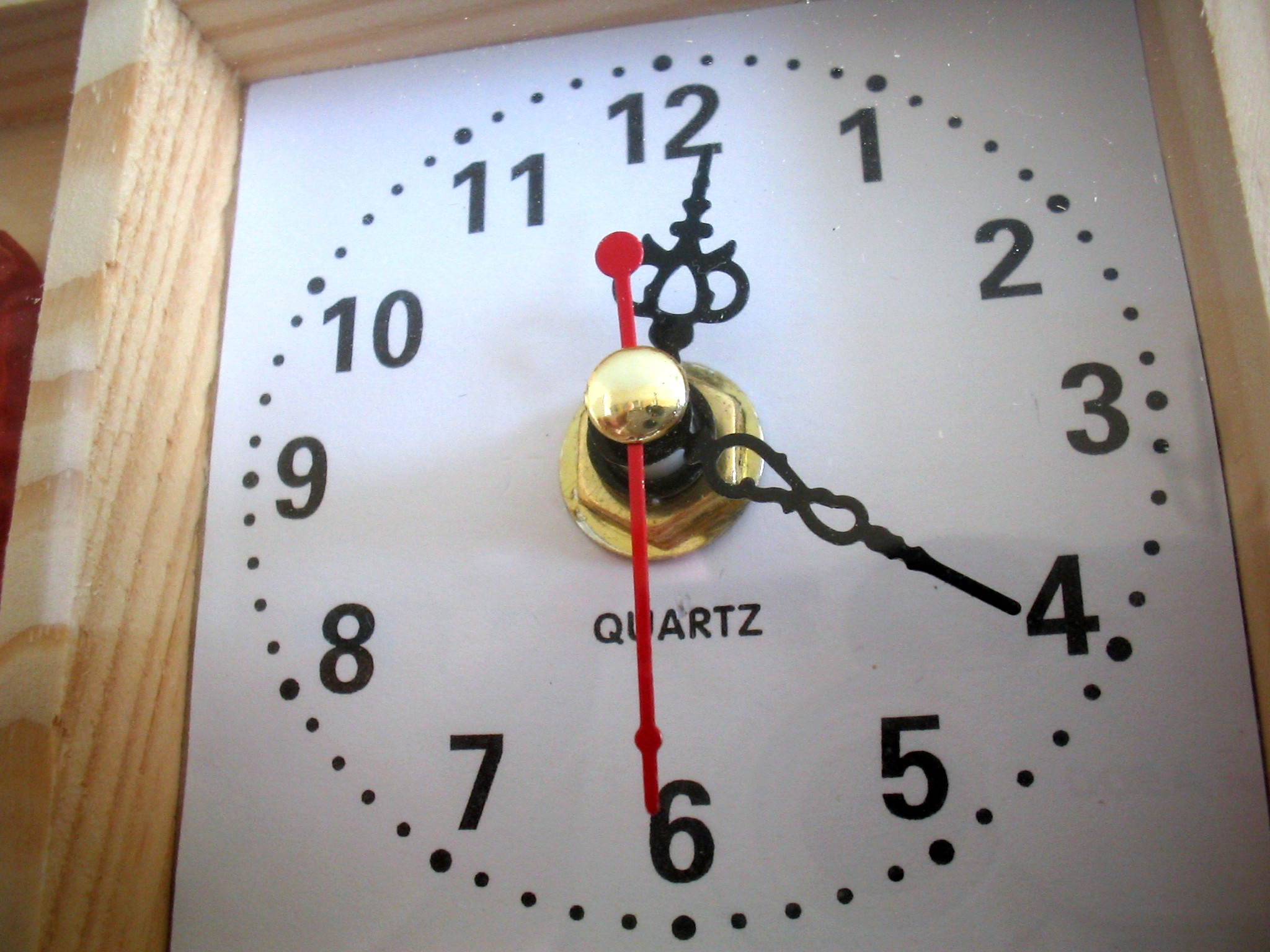
쿼츠 시계

쿼츠 시계(quartz clock, quartz watch) 또는 수정 시계(水晶時計)는 전기 시계의 일종으로, 수정 진동자(크리스털)의 진동 주파수를 1초의 기준으로 하여 작동하는 시계이다.

## 개요

### 역사
시계를 구동하는 동력원을 태엽에서 전기로 대체하려는 시도는 20세기 들어 여러 가지가 있었으며, 대표적인 방식으로 기계식 시계 내부의 밸런스 휠을 태엽식 구동 장치에서 전동기로 대체한 전기 템프식 시계, 전자석을 소리굽쇠 모양으로 배치하여 전자기의 힘으로 진동수를 발생시켜 이를 기준으로 구동하는 튜닝 포크식 시계, 트랜지스터의 스위칭 작용을 이용하여 진자를 왕복 운동시키거나 휠을 왕복 회전시켜 구동하는 트랜지스터식 시계 등이 개발되었다. 그러나 이들 방식은 단순히 동력원을 태엽에서 전자기로 대체한 것에 불과하였을 뿐, 별도의 시간 측정 기준이 없었기 때문에 여전히 기계식 시계와 마찬가지로 1일 오차가 큰 편이었고, 오차 조절 장치를 필요로 하였으며, 전력 소모 또한 많았다.
수정 진동자는 1921년 처음 개발되었고, 수정 진동자의 초당 진동수를 기준으로 시간을 측정하는 쿼츠 시계가 처음 개발된 것은 1927년 캐나다 벨 연구소의 전자 통신 연구원이던 워런 매리슨에 의해서였다. 그러나 당시에는 진공관을 이용하였기 때문에 부피가 크고 전력 소모가 많으면서도 충분한 신뢰성이 확보되지 않아 제품화는 이루어지지 않았다. 1960년대 집적 회로가 개발되면서 쿼츠 시계의 연구 및 개발도 활성화되어 1967년 스위스 뇌샤텔의 전자 시계 센터에서 손목시계용 쿼츠 무브먼트가 개발되었고, 1969년 12월 일본의 세이코가 "쿼츠 아스트론"이라는 상표명으로 쿼츠 시계를 시판, 대량 생산에 들어가면서 쿼츠 시계는 기계식 시계는 물론 다른 방식의 전기식 시계들을 점차 대체하게 되었다.

### 원리
쿼츠를 이용해 정확한 시간을 측정하기 위해서 수정 조각의 진동을 이용한다. 무브먼트의 전기 회로에 연결된 수정 발진기에 전기 신호를 가함으로써 압전효과에 의해 수정 조각의 크기·모양에 따라 정해진 고유 진동수에서 공명하게 할 수 있다. 일반적인 시계에서 이용하는 수정 발진기에서는 32,768Hz의 일정한 진동수가 나오는데, 이를 무브먼트 상의 IC에서 1초의 간격을 측정하는 기준으로 계산, 1초에 1회씩 전기 신호를 보내 주면 이 신호에 따라 무브먼트의 모터가 1초 간격으로 움직이며 시계의 바늘을 구동한다.

## 특징

### 장점
- 기계식이나 트랜지스터식에 비해 제작 단가가 저렴하다.
- 대량 생산 및 초소형화가 가능하며, 무게가 매우 가볍다.
- 수정 진동자의 진동수는 외부 충격의 영향을 거의 받지 않기 때문에 별도의 오차 보정 기구가 불필요하다.
- 전기 템프식이나 트랜지스터식에 비해 전력 소모가 매우 적다.
- 구조가 간단하고 충격에 강하며 고장이 거의 없다.

### 단점
- 배터리를 1~3년마다 교환해 주어야 하며, 소모된 상태에서 장기간 방치시 배터리 누액으로 시계가 손상될 위험이 있다.
- 전자 회로의 특성상 다른 방식에 비해 수명이 짧다.
- 온도 변화에 따른 오차의 영향이 큰 편이며, 구조적 특성상 오차 발생시 보정이 어렵다.
- 기계식에 비해 고장 발생시 수리가 어렵고 대부분 무브먼트를 교환하여야 한다.
- 비슷한 사양의 기계식 시계보다 무브먼트의 토크(torque, 회전력)가 약하다.

## 같이 보기
- 라벳형 스테퍼모터